# Wilmot (Dakota del Sur)
Wilmot es una ciudad ubicada en el condado de Roberts en el estado estadounidense de Dakota del Sur. En el Censo de 2010 tenía una población de 492 habitantes y una densidad poblacional de 386,1 personas por km².

## Geografía
Wilmot se encuentra ubicada en las coordenadas 45°24′33″N 96°51′25″O / 45.40917, -96.85694. Según la Oficina del Censo de los Estados Unidos, Wilmot tiene una superficie total de 1.27 km², de la cual 1.27 km² corresponden a tierra firme y (0%) 0 km² es agua.

## Demografía
Según el censo de 2010, había 492 personas residiendo en Wilmot. La densidad de población era de 386,1 hab./km². De los 492 habitantes, Wilmot estaba compuesto por el 89.43% blancos, el 0% eran afroamericanos, el 7.93% eran amerindios, el 0% eran asiáticos, el 0% eran isleños del Pacífico, el 0.41% eran de otras razas y el 2.24% pertenecían a dos o más razas. Del total de la población el 1.42% eran hispanos o latinos de cualquier raza.